# Питер и Венди
«Пи́тер и Ве́нди» (также «Питер Пэн и Венди»; англ. Peter and Wendy) — сказочная повесть Джеймса Барри, одно из наиболее известных произведений о Питере Пэне — мальчике, который сбежал из дома вскоре после рождения и не хотел становиться взрослым. Повесть была опубликована в 1911 году и с тех пор стала английской, а затем и мировой детской классикой. Сюжет повести восходит к пьесе «Питер Пэн, или Мальчик, который не хотел расти» («Питер Пэн»), поставленной в Лондоне в 1904 году. В свою очередь, события пьесы и книги продолжают более ранее повествование «Питер Пэн в Кенсингтонском саду», опубликованное в 1902 году как часть романа Барри «Белая птичка».
Повесть «Питер и Венди» переведена на множество языков и неоднократно экранизирована. Существует несколько русских переводов, из которых наиболее известны сокращённый пересказ Ирины Токмаковой и полный перевод Нины Демуровой; пьеса публиковалась в переводе Бориса Заходера.

## Сюжет
Девочка Венди — старший ребёнок в небогатой семье Дарлингов, у неё есть два младших брата Джон и Майкл. Роль няни играет их собака Нэна. Однажды миссис Дарлинг замечает, что в мыслях детей стал часто появляться Питер Пэн — мальчик в одежде из листьев, который приходит к ним по ночам через окошко и играет на дудочке. Как-то раз Питер, в спешке покидая комнату через окно, оставляет в доме свою тень. Через несколько дней, в канун Рождества, когда мистер и миссис Дарлинг уходят в гости к соседям, Питер и его фея Динь-Динь среди ночи возвращаются за тенью. Питер рассказывает проснувшейся Венди, что сам он ушёл от родителей в день, когда родился, потому что не хочет взрослеть, и жил в Кенсингтонских садах среди фей, а потом стал капитаном потерянных мальчиков, живущих на острове Нетинебудет (англ. Neverland). Узнав, что Венди знает много сказок, Питер, который прилетал к ним по ночам чтобы послушать сказки в исполнении миссис Дарлинг, уговаривает Венди и её братьев отправиться с ним на остров, и учит их летать при помощи волшебного порошка фей. Дети улетают за Питером через окно до того, как в их комнату успевают прибежать родители, привлечённые лаем Нэны.
После долгого пути по воздуху Питер и трое детей достигают острова Нетинебудет, однако пираты стреляют в них из пушки, и Питера относит в сторону. Тем временем, на острове потерянных мальчиков преследуют пираты, тех преследуют индейцы, а индейцев — дикие звери. Кроме того, предводитель пиратов, Капитан Крюк, которому Питер Пэн когда-то отрубил руку, избегает крокодила, съевшего его руку и мечтающего съесть самого Крюка. В животе крокодила тикают проглоченные им часы, и тиканье позволяет Крюку избегать встречи с животным. Пока не появился Питер, Динь-Динь увлекает Венди туда, где находится секретный дом мальчиков, и предлагает одному из них убить её. В Венди стреляет Болтун, однако она остаётся жива благодаря жёлудю, который ей подарил Питер. Когда Питер приходит, мальчики строят для Венди домик, и она становится для них мамой — готовит для них и всячески о них заботится.

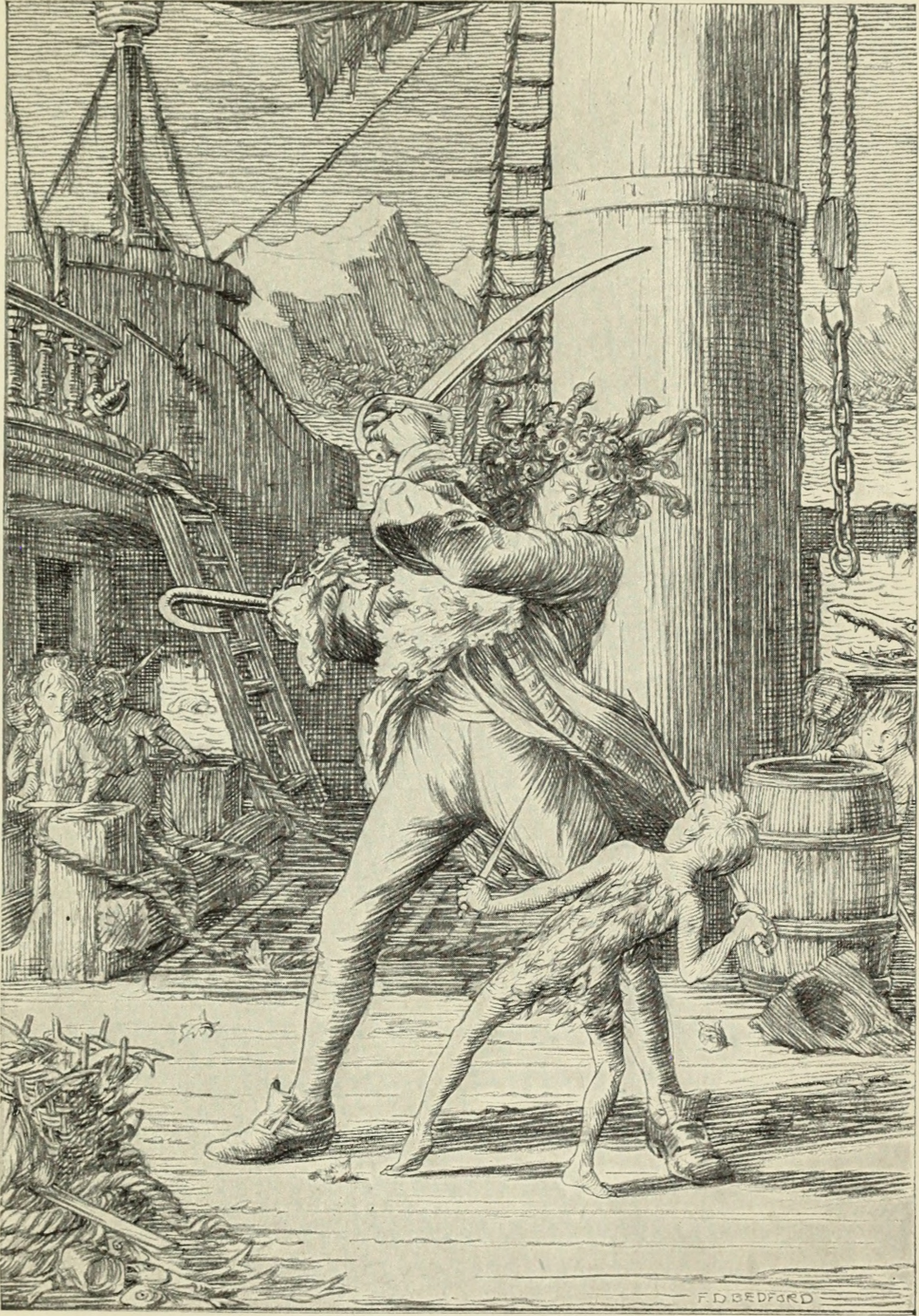
Питер сражается с капитаном Крюком

Проходит время. Однажды Питер и Венди со скалы в море видят пиратов, которые хотят утопить Тигровую Лилию, принцессу краснокожих. Изображая голос Крюка, Питер приказывает пиратам отпустить девушку. Так индейцы становятся союзниками мальчишек и охраняют их. Но пираты, напав на индейцев с нарушением правил ведения войны на острове, обманом выманивают мальчиков из их укрытия как раз когда Венди с братьями хочет вернуться обратно к родителям. Питер, который не хотел покидать остров, остаётся в доме, где его пытается отравить Крюк, однако Динь-Динь выпивает предназначенный Питеру яд, спасая его. Питер пробирается на пиратский корабль, где Крюк собирается казнить мальчиков. Освободив мальчиков от наручников, Питер вместе с ними вступает в бой с пиратами и одерживает верх, а Крюк падает с борта корабля прямо в пасть крокодилу.
На пиратском корабле дети доплывают до Азорских островов, а оттуда летят к дому Дарлингов, где мистер и миссис Дарлинг уже отчаялись увидеть их снова. Сначала перед родителями появляются Венди, Джон и Майкл, а потом и шесть мальчишек с острова, которых Дарлинги соглашаются усыновить. Только Питер улетает обратно на остров, но обещает прилетать время от времени навещать Венди и брать её ненадолго на Нетинебудет.
Проходят годы. Венди и мальчики взрослеют. У Венди рождается дочь Джейн и однажды, прилетев за Венди, Питер осознаёт, что она стала взрослой, и берёт на Нетинебудет её дочь Джейн. Когда вырастает Джейн, Питер летит на остров с её дочерью Маргарет, и так будет продолжаться всё время, «пока дети не разучатся быть весёлыми, непонимающими и бессердечными».

## Основные персонажи

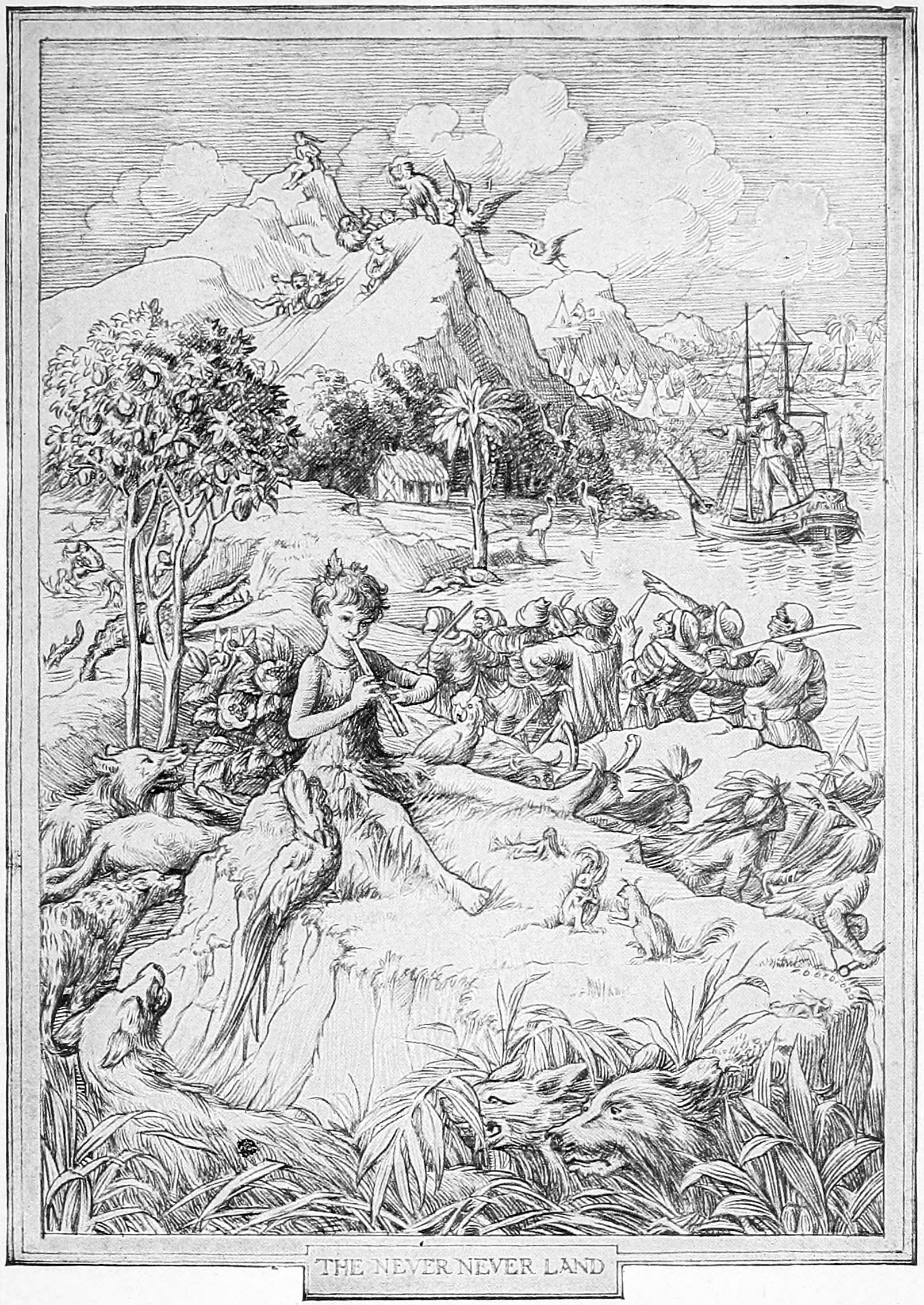
Питер Пэн на острове Нетинебудет

- Питер Пэн — мальчик, который не хотел взрослеть, капитан потерянных детей на острове Нетинебудет
- Венди — старшая дочь в семье Дарлингов
- Джон — младший брат Венди
- Майкл — младший брат Венди и Джона
- Мистер Джордж Дарлинг — отец детей, банковский служащий
- Миссис Дарлинг — мать детей, домохозяйка
- Нэна — ньюфаундленд, няня детей у Дарлингов
- Динь-Динь (Починка) — фея Питера, ревнующая его к Венди
- Болтун, Кончик, Малышка, Кудряш, Двойняшки — потерянные мальчики на острове Нетинебудет
- Капитан Джеймс (Джез) Крюк — предводитель пиратов на острове Нетинебудет
- Чекко, Билл Джукс, Старки, Сми и другие пираты (всего 16 человек)
- Тигровая Лилия — принцесса краснокожих, дочь вождя по имени Великая Маленькая Пантера
- Птица Нет (англ. Never Bird), спасшая раненого Питера во время прилива, отдав ему своё гнездо, на котором он доплыл до берега
- Крокодил, которому Питер скормил отрубленную руку Капитана Крюка
- Русалки, живущие в Русалочьей лагуне близ острова Нетинебудет

## Русские переводы
Первый русский перевод сюжета о Питере Пэне и Венди принадлежал Л. А. Бубновой и вышел в московском издательстве «Детская книга» в 1918 году. Перевод назывался «Книга с картинками о Петере Пане» (название на обложке — «Приключения Петера Пана») и был выполнен по изданию The Peter Pan Picture Book 1907 года — прозаическому изложению пьесы Барри в исполнении Дэниела О’Коннора (в свою очередь, издание 1907 года было дополненным изданием книги Peter Pan Keepsake 1906 года). The Peter Pan Picture Book стало первым иллюстрированным изданием о Питере Пэне, 28 цветных рисунков к нему были созданы художницей Элис Вудворд (Alice B. Woodward) и в чёрно-белом варианте воспроизведены в русском издании.
До 1960-х годов новых переводов книги не появлялось. В 1967 году была издана пьеса в переводе Бориса Заходера (переиздана в 1971 году с иллюстрациями Мая Митурича). В 1968 году опубликован перевод повести Нины Демуровой, в 1981 году — сокращённый пересказ Ирины Токмаковой. Помимо этого, до 1990-х гг. оба перевода повести печатались только в составе сборников английских сказок и в целом оставались мало знакомыми советскому читателю. С 1990-х гг. повести о Питере Пэне стали неоднократно переиздаваться.
В 2015 году книга вышла в новом переводе-пересказе Марии Торчинской (с иллюстрациями Максима Митрофанова).

### Сравнение имён собственных в русских переводах
Имена основных персонажей (Питер Пэн, Венди, Джон, Майкл, мистер и миссис Дарлинг) во всех переводах выглядят одинаково, за исключением перевода Л. А. Бубновой («Петер Пан» и «Микаэль»). В переводе ряда других имён собственных, особенно «говорящих», имеется значительное разнообразие:
| Оригинал                   | И. Токмакова              | Н. Демурова       | Б. Заходер                       | М. Торчинская              | Л. Бубнова              |
| -------------------------- | ------------------------- | ----------------- | -------------------------------- | -------------------------- | ----------------------- |
| Tinker Bell (Tink)         | Динь-Динь (Починка)       | Динь-Динь         | Чинь-Чинь (от «Чинить-Паять»)    | Динь (Динь-Динь)           | Звоночек                |
| Tootles                    | Болтун                    | Шалун             | Болтун                           | Болтун                     | Пискун                  |
| Slightly (Slightly Soiled) | Малышка                   | Малыш             | Стирка                           | Малёк                      | Ловкач                  |
| Nibs                       | Кончик                    | Хвастун           | Шишка                            | Крутыш                     | Нососуй                 |
| Curly                      | Кудряш                    | Задира            | Чубик                            | Кудряш                     | Замарашка               |
| The Twins                  | Двойняшки                 | Близнецы          | Первый братишка, Второй братишка | Близнецы                   | Близнец                 |
| Captain Hook               | Капитан Крюк              | Капитан Крюк      | Капитан Джез Крюк                | Крюк (Джэс Крюк)           | Капитан Железный Коготь |
| Mr. Smee                   | Сми                       | Неряха            | Боцман                           | Сми                        | Простофиля              |
| Gentleman Starkey          | (джентльмен) Старки       | Старки-джентльмен | Джентльмен Старки                | Старки                     | Крепыш                  |
| Cecco                      | Чекко                     | Красавчик Чекко   | Чекко                            | Чекко                      | Простак                 |
| Bill Jukes                 | Билл Джукс                | Билл Джукс        | Билл Джукс                       | Джукс                      | -                       |
| Cookson                    | Коксон                    | Куксон            | Куксон                           | Куксон                     | -                       |
| Robert Mullins             | Робт Муллинз              | Роберт Маллинз    | Муллинс                          | -                          | -                       |
| Noodler                    | —                         | Лапша             | Балда                            | -                          | -                       |
| Skylights                  | —                         | Верзила           | -                                | -                          | -                       |
| Tiger Lily                 | Тигровая Лилия            | Тигровая Лилия    | Тигровая Лилия                   | Тигровая Лилия             | Пёстрая Лилия           |
| Great Big Little Panther   | Великая Маленькая Пантера | Великий Тигренок  | Великая Маленькая Пантера        | Великий Большой Малый Барс | Большая Белая Пантера   |
| Neverland                  | остров Нетинебудет        | Небывалый остров  | остров Гдетотам                  | остров Нигде               | Неведомая страна        |
| Never bird                 | Птица Нет                 | Птица-Небылица    | гдетотамская птица               | Птица Никогда              | (птица)                 |
| Crocodile                  | крокодил                  | Крокодилица       | крокодил                         | крокодилица                | крокодил                |

## Экранизации
Существует множество экранизаций повести, начиная с немого чёрно-белого фильма 1924 года. Не все экранизации буквально следуют сюжету повести, а в некоторых из них речь идёт и о последующей судьбе героев.

### Художественные фильмы
- 1924 — «Питер Пэн» / Peter Pan. Режиссёр Герберт Бренон
- 1987 — телефильм «Питер Пэн». Режиссёр Леонид Нечаев
- 1991 — «Капитан Крюк» / Hook. Режиссёр Стивен Спилберг
- 2003 — «Неверлэнд» / Neverland: Never Grow Up, Never Grow Old. Дэмион Дитц
- 2003 — «Питер Пэн» / Peter Pan. Режиссёр П. Дж. Хоган
- 2004 — «Волшебная страна» / Finding Neverland. Режиссёр Марк Фостер
- 2011 — мини-сериал «Неверленд» / Neverland. Режиссёр Ник Уиллинг

- 2012 — сериал «Однажды в сказке» / Once Upon a Time. Режиссёры Грег Биман, Марк Майлод
- 2015 — телефильм «Питер и Венди» / Peter & Wendy. Режиссёр Дьярмуид Лоуренс
- 2015 — «Пэн: Путешествие в Нетландию» / Pan. Режиссёр Джо Райт
- 2016 — «Питер Пэн» пошёл не так" / Peter Pan Goes Wrong. Режиссёр Дьюи Хэмпфри
- 2020 — «Питер Пэн и Алиса в стране чудес» / Come Away. Режиссёр Бренда Чепмен
- 2020 — «Венди и Питер: Остров застывшего времени» / Wendy. Режиссёр Бен Зейтлин

- 2023 — «Питер Пэн и Венди» / Peter Pan & Wendy. Режиссёр Дэвид Лоури
- 2025 — «Питер Пэн. Кошмар в Нетландии» / Peter Pan’s Neverland Nightmare. Режиссёр Скотт Чемберс

### Анимационные фильмы
- 1953 — «Питер Пэн» / Peter Pan. Режиссёры Гамильтон Ласк, Клайд Джероними и Уилфред Джексон.
- 1988 — «Питер Пэн» / Peter Pan. Режиссёры Давид Черкасский и Ричард Трублуд
- 1989 — аниме-сериал «Приключения Питера Пэна» / The Adventures of Peter Pan. Режиссёры Такаси Накамура и Ёсио Курода.
- 1990 — мультсериал «Питер Пэн и пираты» / Peter Pan & The Pirates, в котором действие сосредоточено на пиратах.
- 2002 — «Питер Пэн: Возвращение в Нетландию» / Return to Never Land. Режиссёры Робин Бадд и Донован Кук
- 2011 — «Джейк и пираты Нетландии» / Jake and the Never Land Pirates. Режиссёр Бобс Ганнауэй
- 2018 — «Питер Пэн: В поисках магической книги» / Peter Pan: The Quest for the Never Book. Режиссёр Чандрасекаран

## Продолжение
В 2004 году попечители лондонской детской больницы Грейт-Ормонд-Стрит, которой Барри передал права на оригинальные книги о Питере Пэне, провели конкурс на лучшее продолжение повестей Барри, в котором приняли участие двести авторов. Конкурс выиграла Джеральдин Макоркран, чей роман «Питер Пэн в багровых тонах» был опубликован в октябре 2006 года сразу на 34 языках в 30 странах мира. В книге рассказывается о судьбе героев повести «Питер и Венди» спустя много лет.